# Ban hợp ca Thăng Long
Ban hợp ca Thăng Long là một ban hợp ca gia đình, được thành lập vào năm 1949 tại Hà Nội. Khi chuyển vào miền Nam sinh sống, Ban Thăng Long được xem là ban hợp ca nổi tiếng nhất tại Sài Gòn trước năm 1975, gắn liền với phòng trà "Đêm màu hồng", trình bày những nhạc phẩm bất hủ của các nhạc sĩ đã nổi danh từ thời tiền chiến, nổi bật là nhạc sĩ Phạm Đình Chương và Phạm Duy.

## Thành viên

### Trước 1975
- Hoài Trung - Phạm Đình Viêm người anh cùng cha khác mẹ của Phạm Đình Chương.
- Thái Hằng - Phạm Thị Quang Thái (vợ nhạc sĩ Phạm Duy, chị gái ruột của Phạm Đình Chương, thân mẫu ca sĩ Thái Hiền, Duy Quang, Thái Thảo)
- Hoài Bắc - Phạm Đình Chương
- Khánh Ngọc (vợ cũ của Phạm Đình Chương)
- Thái Thanh - Phạm Thị Băng Thanh, em gái út của gia đình, có cô con gái cả là ca sĩ Ý Lan.
- Phạm Duy

### Sau 1975
- Mai Hương
- Quỳnh Giao